# Fojòt

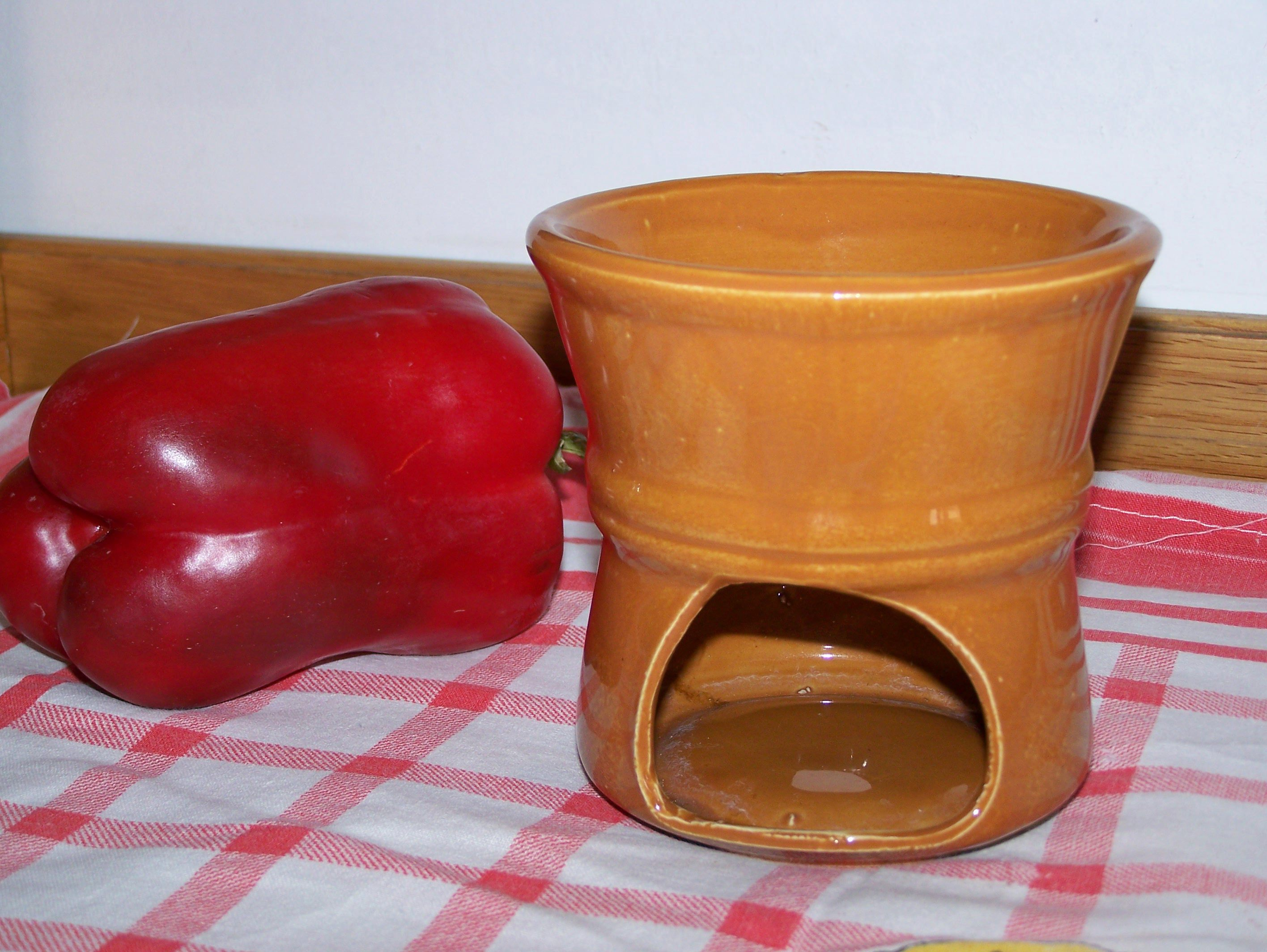
Um exemplo de fojòt.

O fojòt (pronúncia:[fʊ'jɔt]) é um utensílio culinário em terracota esmaltado. Constitui-se de dois elementos diversos construídos em uma só peça: um compartimento inferior, que é onde se coloca a fonte de calor (uma vela, por exemplo), e um recipiente na parte de cima, na qual os líquidos ou molhos são despejados e mantidos aquecidos pelo calor.
Costuma-se colocá-lo no centro da mesa de modo que todos os comensais possam alcançá-lo. Se for de tamanho reduzido, cada comensal utiliza um individualmente.
É típico da culinária piemontesa, sendo usado sobretudo para a bagna càuda. Pode ser utilizado ainda para o fondue.